# Parque nacional De Groote Peel
El Parque nacional De Groote Peel (en neerlandés: Nationaal Park De Groote Peel) es un parque nacional en Peel, una región en el sureste de los Países Bajos en la frontera entre las provincias de Limburgo y Brabante del Norte. Tiene una superficie de 13,4 kilómetros cuadrados.
Es uno de los territorios más ricos en aves de Europa occidental, con  somormujos y con migración de grullas comunes en octubre y noviembre. El terreno es variado, con pantanos inaccesibles, lagunas, páramos y complejos de arena.
Existe un camino de 3 km de largo de recorrido guiado por señales de color rojo con una torre que ofrece a los visitantes vistas buenas del lugar. Aquellos que no quieren seguir la ruta, pero quieren hacer un recorrido se exponen a pantanos traicioneros.